# 安藤英徳
安藤 英徳（あんどう ひでのり、1951年〈昭和26年〉7月12日 - ）は日本の銀行家、実業家。豊和銀行の代表取締役頭取や整理回収機構の執行役員を務めた。

## 来歴・人物
九州大学法学部卒。1974年に日本長期信用銀行（現在のSBI新生銀行）に入行し、日本橋支店長や審査第二部長を歴任する。1999年に整理回収機構に入社し、東京業務第二部長や執行役員などを務めた。
2009年5月に権藤淳とともに梛原憲治 が頭取を務める豊和銀行の顧問に就任し、同年6月に代表取締役頭取に就任する。
2012年に権藤淳に頭取を譲って代表取締役会長に就任し、2014年に取締役会長を退任して相談役に就任した。

## 経歴
- 1974（昭和49）年
  - 4月:日本長期信用銀行（現・新生銀行）入行
- 1996（平成8）年
  - 11月:同行日本橋支店長
- 1999（平成11）年
  - 4月:同行審査第二部長
  - 10月:株式会社整理回収機構入社。第五事業副部長
- 2003（平成15）年
  - 7月:同東京業務第二部長
- 2004（平成16）年
  - 7月:同業務企画部長
- 2006（平成18）年
  - 6月:執行役員業務推進部長
- 2008（平成20）年
  - 7月:執行役員
- 2009（平成21）年
  - 6月:豊和銀行代表取締役頭取
- 2012（平成24）年
  - 6月:同行代表取締役会長
- 2014（平成16）年
  - 6月:同行取締役会長退任